# Centripetalkraft
 Der er for få eller ingen kildehenvisninger i denne artikel, hvilket er et problem. Du kan hjælpe ved at angive troværdige kilder til de påstande, som fremføres i artiklen.

Centripetalkraften er den kraft, der skal til for at holde et legeme i en jævn cirkelbevægelse. Centripetalkraften er rettet fra legemet og ind til cirklens centrum på rotationsaksen, og er dermed modsat rettet centrifugalkraften. Centripetalkraften er en rigtig kraft, mens centrifugalkraften er en fiktiv kraft.
Sidder man f.eks. i en karrusel med front mod midten, virker centripetalkraften i ryggen og holder én i jævn cirkelbevægelse. Hvis et legeme i cirkelbevægelse pludselig ikke længere er påvirket af nogen kraft, vil legemet i stedet følge en ret linje givet ved tangenten til cirklen i det punkt, hvor legemet befandt sig da kraftpåvirkningen ophørte.
Ved konstant vinkelhastighed er centripetalkraften på vektorform givet ved:
{\displaystyle {\vec {F}}_{c}=m{\vec {\omega }}\times ({\vec {\omega }}\times {\vec {r}})}
Hvis {\displaystyle {\vec {F}}_{c}} og {\displaystyle {\vec {r}}} begge ligger i ét plan og er rettet hhv. mod centrum og væk fra centrum, og {\displaystyle {\vec {\omega }}} er en normalvektor til (dvs. står vinkelret på) rotationsplanet, kan dette reduceres til skalarformen {\displaystyle F_{c}=m\omega ^{2}r}.

## Formler
Centripetalkraften:
{\displaystyle {F}_{cen}=m\cdot a}
Formlen bruges til at bestemme centripetalkraften Fcen ved at gange accelerationen a med massen m. Hvis der for massen og accelerationen benyttes SI-enheder, er enheden for centripetalkraften N (newton).
Massen:
{\displaystyle m={\frac {\mathrm {F} _{cen}}{\mathrm {a} }}}
Formlen bruges til at bestemme massen m af det objekt der befinder sig i en cirkelbevægelse, ved at dividere centripetalkraften Fcen med accelerationen a. Hvis der for kraft og acceleration benyttes SI-enheder, er enheden for massen kg (kilogram).
Accelerationen:
{\displaystyle a={\frac {\mathrm {F} _{cen}}{\mathrm {m} }}}
Formlen bruges til at bestemme accelerationen a for objektet i en cirkelbevægelse ved at dividere centripetalkraften Fcen med massen m. Hvis der for kraft og masse benyttes SI-enheder, er enheden for accelerationen {\displaystyle {\frac {\mathrm {m} }{\mathrm {s} ^{2}}}} (meter per sekund i anden).
Vinkelhastigheden:
{\displaystyle \omega ={\sqrt {\frac {\mathrm {F} _{cen}}{\mathrm {m} \cdot r}}}}
Formlen bruges til at bestemme vinkelhastigheden ω (omega) af cirkelbevægelsen ved at tage kvadratroden af centripetalkraften Fcen divideret med massen m ganget med radiussen r. Hvis der for kraft, masse og radius benyttes SI-enheder, er enheden for vinkelhastigheden {\displaystyle s^{-1}} (sekund i minus første, eller per sekund).
Radius:
{\displaystyle r={\frac {\mathrm {F} _{cen}}{\mathrm {m} \cdot \omega ^{2}}}}
Formlen bruges til at bestemme radiussen r af cirklen ved at dividere centripetalkraften Fcen med massen m ganget med vinkelhastigheden ω (omega) i anden. Hvis der for kraft, masse og vinkelhastighed benyttes SI-enheder, er enheden for radiussen m (meter).
Farten:
{\displaystyle v={\sqrt {\frac {\mathrm {F} _{cen}\cdot r}{\mathrm {m} }}}}
Formlen bruges til at bestemme farten v som objektet bevæger sig med ved at tage kvadratroden af centripetalkraften Fcen ganget med radiussen r divideret med massen m. Hvis der for kraft, radius og masse benyttes SI-enheder, er enheden for farten{\displaystyle {\frac {\mathrm {m} }{\mathrm {s} }}} (meter per sekund).
Frekvensen:
{\displaystyle f={\sqrt {\frac {\mathrm {F} _{cen}}{\mathrm {4} \cdot \pi ^{2}\cdot m\cdot r}}}}
Formlen bestemmer frekvensen f. Frekvensen er hyppigheden af omdrejninger objektet foretager i cirkelbevægelsen. Hvis der for kraft, masse og radius benyttes SI-enheder, er enheden Hz (hertz).
Omløbstiden:
{\displaystyle T=2\cdot \pi {\sqrt {\frac {\mathrm {m} \cdot r}{\mathrm {F} _{cen}}}}}
Formlen bestemmer omløbstiden T. Omløbstiden er den tid det tager for objektet at bevæge sig én omgang i cirkelbevægelsen. Hvis der for masse, radius og kraft benyttes SI-enheder, er enheden s (sekunder).